# 铁锈梯形蟹
铁锈梯形蟹（学名：Trapezia ferruginea）为扇蟹科梯形蟹属的动物。分布于日本、夏威夷、塔希提、埃利斯岛、社会群岛、苏禄岛、安达曼、尼科巴、斯里兰卡、红海以及中国大陆的西沙群岛、海南岛等地，生活环境为海水，其标本采集自鹿角珊瑚的枝丛间。